# 이메드 루아티
이메드 루아티(프랑스어: Imed Louati, 1993년 10월 11일 ~ )는 튀니지의 축구 선수로, 포지션은 공격수다. 현재 덴마크의 호브로 IK에서 뛰고 있다. K리그 시절 등록명은 루아티였다.

## 선수 경력
이메드 루아티는 2012년 튀니지 리그 프로페시오넬 1의 CS 스팍시앵에서 선수 생활을 시작하였다. 9월 1일 EGS 가프사와의 경기에서 리그 데뷔전을 치렀다. 2014년 스팍시앵의 감독으로 부임한 필리프 트루시에의 총애를 받았다.
2015년 트루시에가 중국 슈퍼리그의 항저우 뤼청의 지휘봉을 잡았고, 1월 8일 루아티도 트루시에를 따라 항저우 뤼청에 6개월 임대로 합류하였다. 임대 만료를 앞둔 6월 항저우 뤼청으로 완전이적하였으나, 트루시에 감독이 경질되면서 대한민국으로 임대를 떠났다.
2015년 7월 30일 대한민국 K리그 챌린지 경남 FC로 6개월 임대 이적을 하였다. 8월 29일 30라운드 1-0으로 승리한 충주 험멜과의 경기에서 결승골을 성공시키며, 팀에서의 첫번째 골을 기록하였다. 10월 19일 안산 무궁화를 상대로 6분만에 선제골을 터뜨리며, 시즌 2호골을 쏘아올렸다. 그러나 총 12경기에 나오면서 2골을 기록하는 데에 그쳤고, 원소속팀 항저우 뤼청으로 복귀하였다.
2016년 가을 루아티는 스웨덴 2부리그 수페레탄 소속 쿠르드 족 이민자들의 팀인 달쿠르 FF로 이적하였다. 그는 5경기만에 3골을 터뜨렸으나, 부상으로 인해 시즌을 일찍 마감하였다.
2017년 2월 9일 덴마크 1부 리그 (2부) 바일레 BK로 자유계약으로 이적하였다.

## 수상
CS 스팍시엥
- CAF 컨페더레이션컵 : 2013
- 튀니지 리그 프로페시오넬 1 : 2012-13